# Chiquitita
Singles de ABBA
Summer Night City
(1978) Does Your Mother Know
(1979)

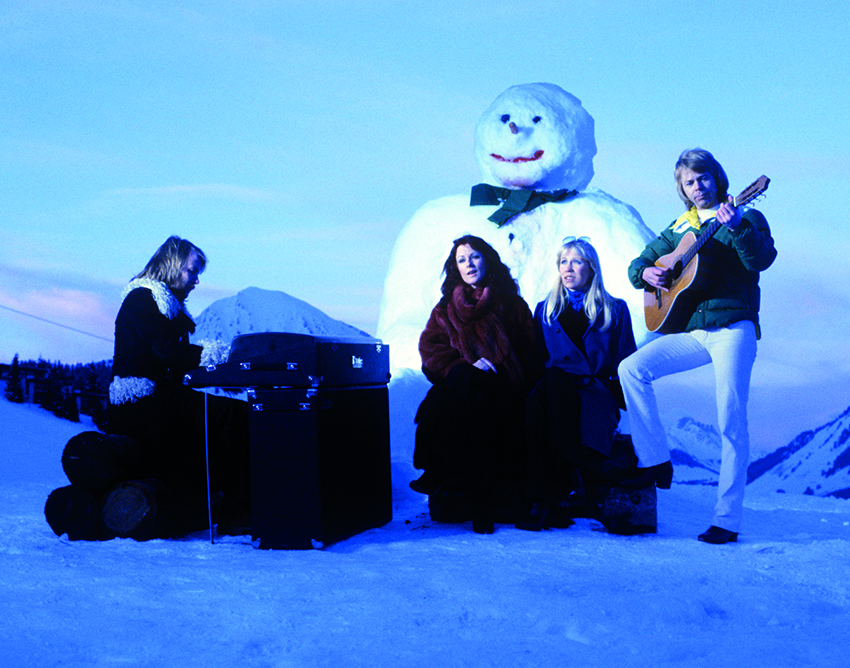
ABBA interprétant la chanson Chiquitita en Suisse lors du concert en 1979.

Chiquitita est un single du groupe suédois ABBA sorti en 1979. C'est le premier single de l'album Voulez-Vous.

## Classements
| Classement (1979)                      | Meilleure position |
| -------------------------------------- | ------------------ |
| Allemagne (Media Control AG)           | 3                  |
| Autriche (Ö3 Austria Top 40)           | 6                  |
| Belgique (Flandre Ultratop 50 Singles) | 1                  |
| Norvège (VG-lista)                     | 4                  |
| Nouvelle-Zélande (RMNZ)                | 4                  |
| Pays-Bas (Single Top 100)              | 1                  |
| Suède (Sverigetopplistan)              | 2                  |
| Suisse (Schweizer Hitparade)           | 1                  |

## Version en espagnol
À la suite du succès obtenu par la chanson, le groupe en fait une version en espagnol. Plus tard la chanson a été traduite par Buddy et Mary  McCluskey. Elle a été enregistrée le 8 mars 1979 et lancée en Amérique Latine et en France,  en Australie et en Afrique du Sud.
La chanson est devenue numéro 1 au Mexique, en Argentine, au Chili, au Costa Rica et en Colombie.

## Reprises
- En 1984, Nana Mouskouri reprend la chanson en Français sur son album La dame de cœur.
- En 2003, Sinéad O'Connor reprend la chanson sur son album She Who Dwells in the Secret Place of the Most High Shall Abide Under the Shadow of the Almighty.
- En 2018, Cher reprend la chanson sur son album Dancing Queen.